# ホロカヤントウ沼
ホロカヤントウ沼（ほろかやんとうぬま、ホロカヤントー）は、北海道十勝総合振興局管内の広尾郡大樹町にある沼。沼の周囲には北海道指定文化財（史跡）の「十勝ホロカンヤントー竪穴群」がある。

## 地理
大樹町市街地から東方15Kmの位置にあり、ホロカヤントウ川が流入し、太平洋に流出する。
南側に隣接した当縁川河口周辺には広大な当縁湿原がある。

## 名称の由来
アイヌ語の「ホロカ・ヤン・トー」（後戻りして・揚がる・沼）に由来する。

## 自然
環境省選定の重要湿地「十勝海岸湖沼群」構成の一つであり、沿岸海域は環境省の重要海域に選定されている。
沼水面の区域は全域が北海道鳥獣保護区特別保護地区に指定されている。
- ヒシクイやマガンの飛来地となっている。

生花苗沼から続く海岸には晩成原生花園がある。
- エゾカンゾウ・ヒオウギアヤメ・チシマフウロなどが咲く。

## 利用
- ワカサギの種苗放流がされており、結氷した沼上での穴釣りに入漁できる[9]。

## アクセス
- 帯広広尾自動車道忠類大樹ICから車で30分
- 沼の約1Km手前まで北海道道881号ホロカヤントー線が通っている。（残り区間は大樹町道）

## 周辺
- 晩成温泉
- 晩成温泉キャンプ場
- 忠類ナウマン象発掘の地
- 大樹町多目的航空公園
- 国道336号